# Mitridae

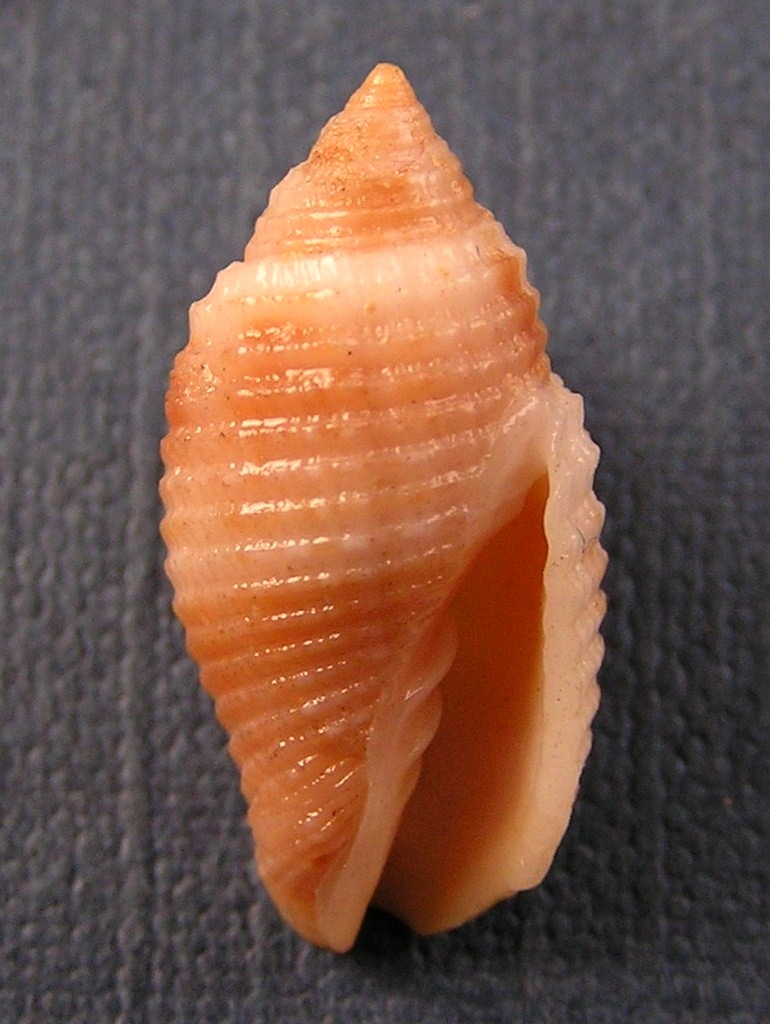
Pterygia scabricula (Cylindromitrinae)

Mitridae (Swainson, 1831) è una famiglia di molluschi gasteropodi della sottoclasse Caenogastropoda.

## Descrizione
I principali caratteri diagnostici della famiglia sono:
- conchiglia fusiforme-ovata, con cuspide alta e affusolata e apertura piuttosto stretta;
- superficie liscia o con una scultura prevalentemente a spirale;
- periostraco sottile o assente;
- apertura allungata, dentellata anteriormente da un breve canale sifonico;
- labbro esterno da liscio a frastagliato sul margine, non liscio all'interno;
- columella con poche forti pieghe a spirale, le più grandi situate posteriormente;
- nessun opercolo;
- testa relativamente piccola e stretta, con un paio di tentacoli allungati e ravvicinati con occhi sui lati esterni;
- muso estensibile, molto lungo, con una grande bocca;
- piede piccolo, triangolare, solitamente troncato anteriormente.

I Mitridi mostrano notevoli variazioni nella morfologia della radula. La radula tipica è triseriale con un rachide piuttosto piccolo e denti laterali larghi e multicuspidati.

Questo tipo di radula caratterizza la maggior parte dei membri della sottofamiglia Mitrinae e anche altri come la Strigatella paupercula, le specie di  Charitodoron e la Mitra peculiaris (sin. di Carinomitra peculiaris). Per questo motivo, tale morfologia della radula è considerata ancestrale per la famiglia Mitridae. Tuttavia, mentre questa morfologia sembra essere stata conservata nella maggior parte dei Mitrinae, in altri gruppi la radula ha subito delle trasformazioni: riduzione del numero di cuspidi dei denti laterali con il notevole allargamento di una cuspide (specie di Imbricariinae); completa perdita dei denti laterali concomitante con una notevole riduzione delle dimensioni della radula (radula uniseriale) in Mitra tuberosa, Mitra bernhardina e specie di Pterygia.
Per lo più popolano le acque litorali e poco profonde dei mari tropicali e subtropicali, ma si trovano anche più in profondità sulla piattaforma e sulle scarpate continentali. A volte vivono su fondali duri nelle barriere coralline, ma più spesso scavando nella sabbia e lasciando dietro di loro una scia evidente. Carnivori o mangiatori di carogne, si nutrono principalmente di vermi sipunculidi e altri gasteropodi che vengono ingeriti interi o in pezzi. Alcune specie possono secernere un fluido viola pungente da una ghiandola del mantello, come meccanismo di difesa.
I sessi sono separati con fecondazione interna. Uova deposte in capsule alte e oblunghe con gambo corto e stretto, attaccate a pietre o gusci da un disco piatto. Numerose uova racchiuse in ciascuna capsula, che generalmente si schiudono come larve planctoniche che nuotano liberamente. I mitridi vengono raccolti principalmente per le loro belle conchiglie che sono apprezzate dai collezionisti e attualmente utilizzate nelle industrie artigianali di conchiglie.

## Tassonomia

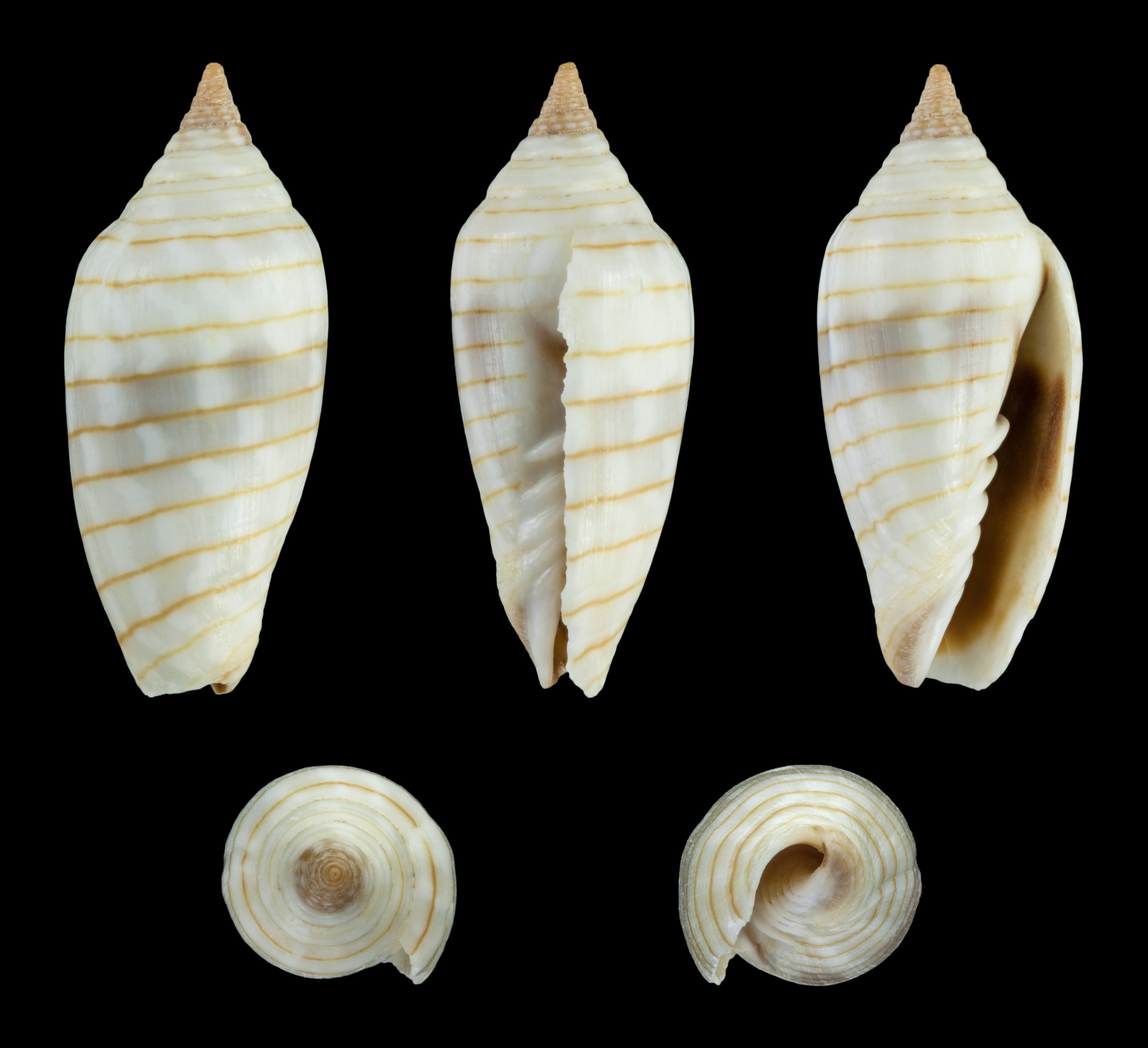
Imbricaria conularis (Imbricariinae)

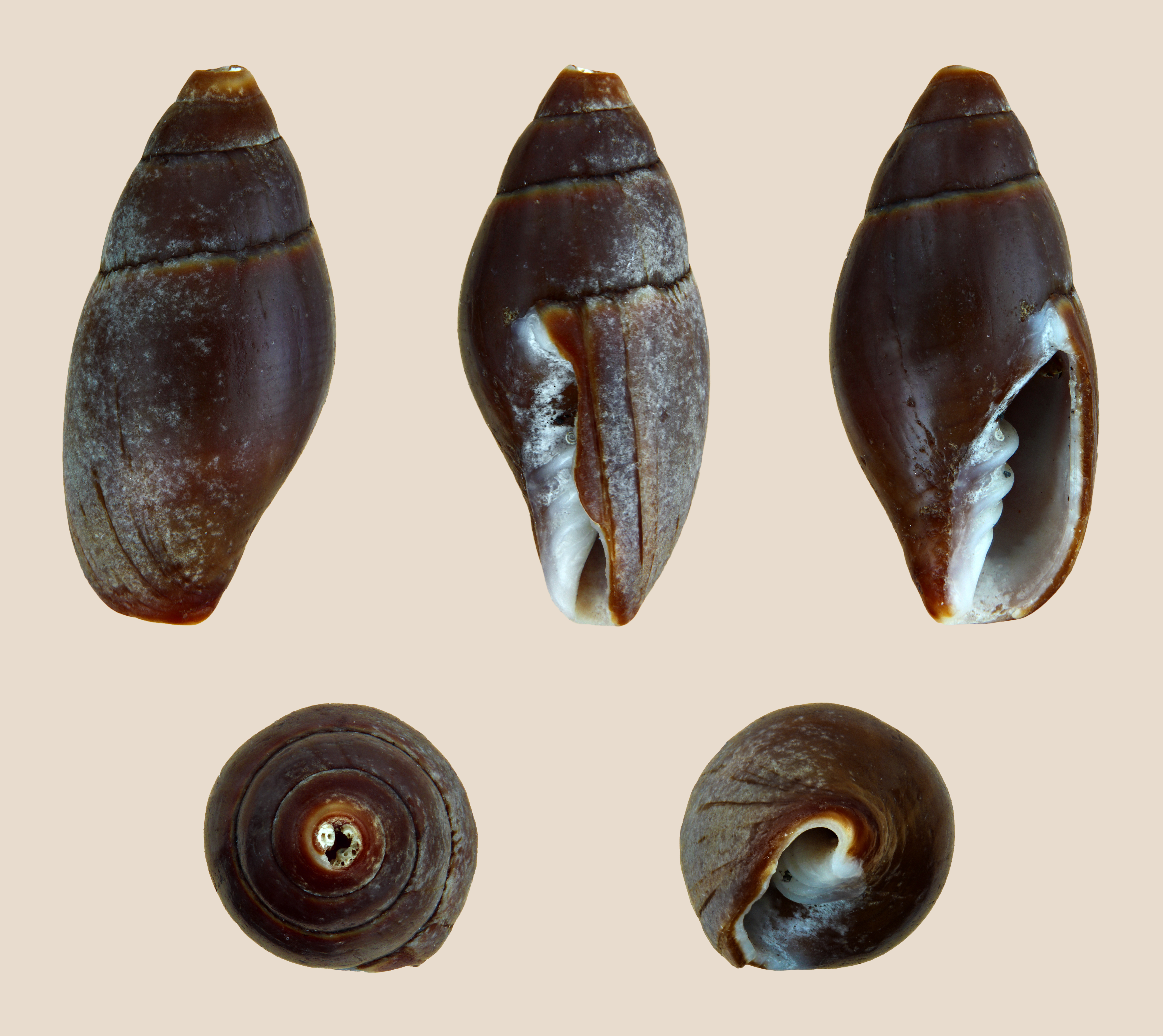
Isara cornea (Isarinae)

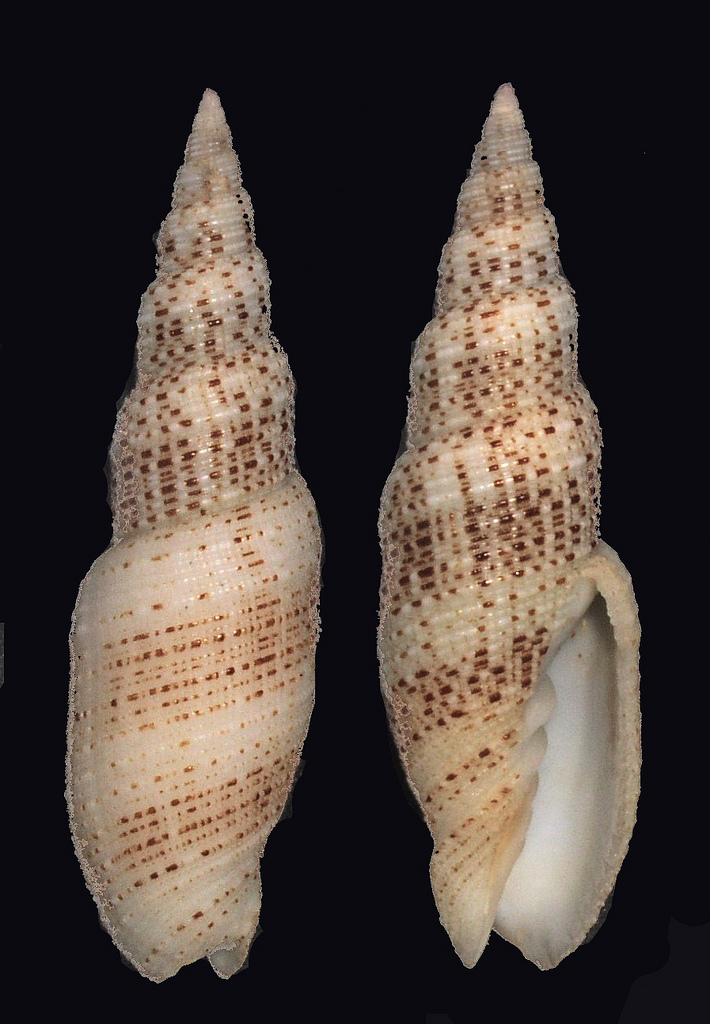
Domiporta gloriola (Mitrinae)

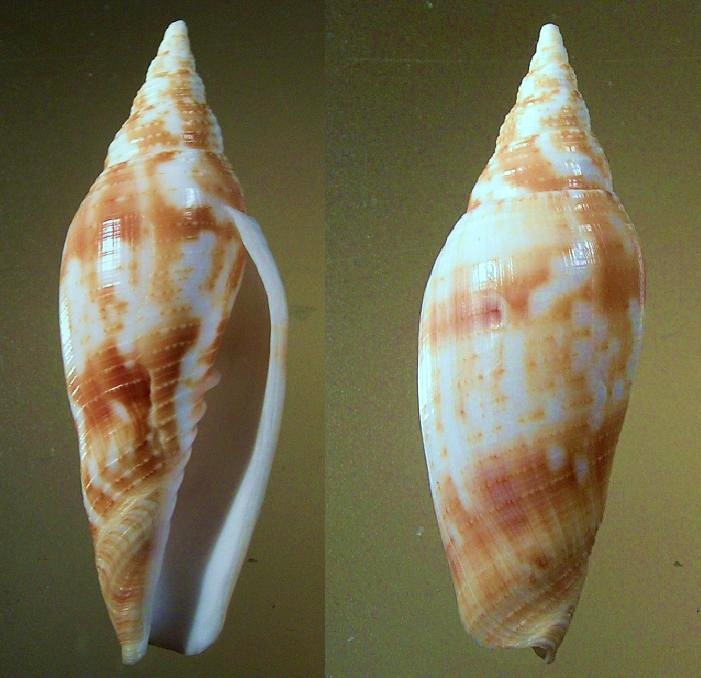
Pleioptygma helenae (Pleioptygmatinae)

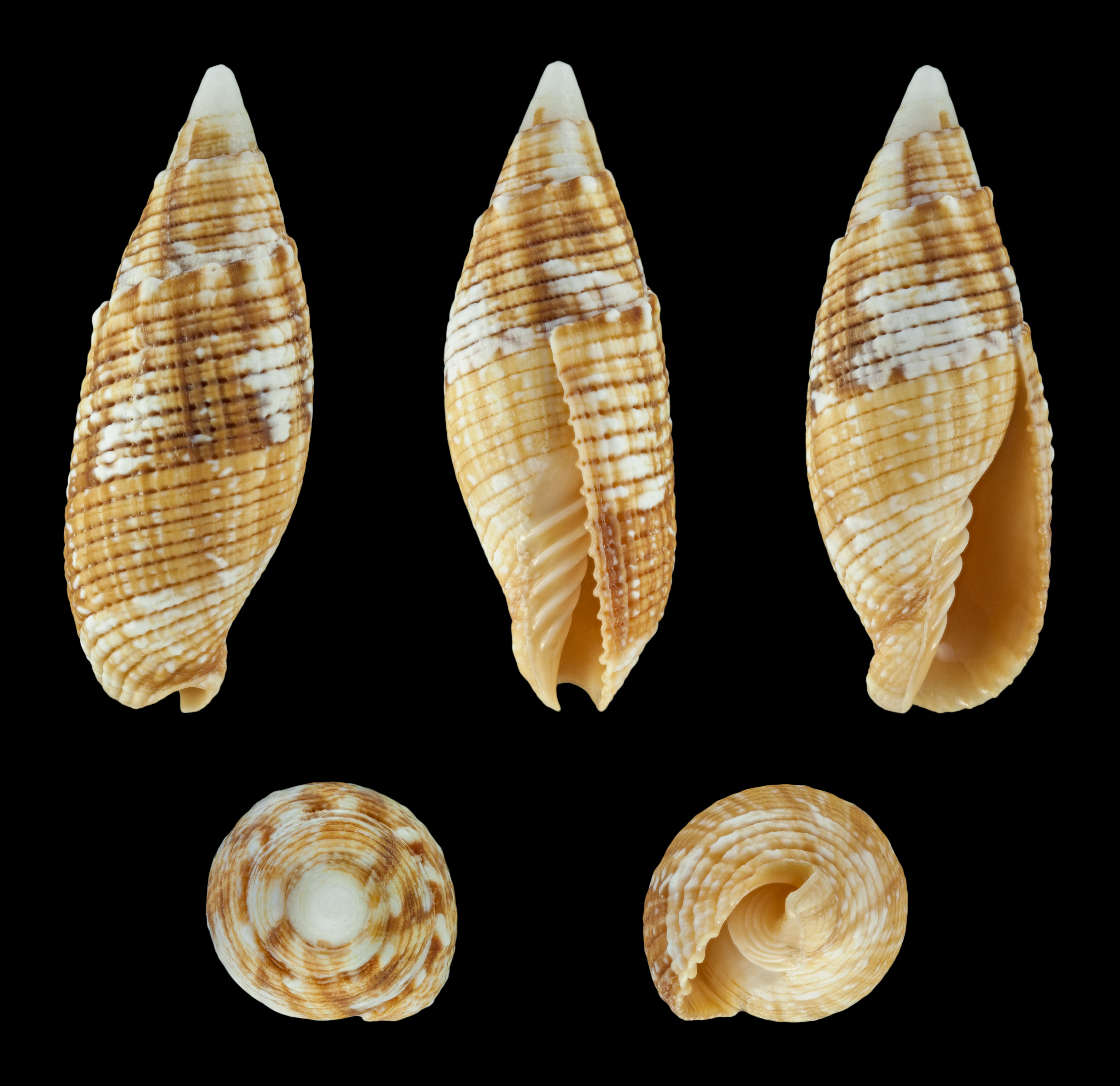
Strigatella imperialis (Strigatellinae)

Mitridae sono un gruppo monofiletico.
La famiglia è composta da sei sottofamiglie per un totale di circa 40 generi e 450 specie accettate:
- Sottofamiglia Cylindromitrinae Cossmann, 1899
  - Genere Nebularia Swainson, 1840
  - Genere Pterygia Röding, 1798
- Sottofamiglia Imbricariinae Troschel, 1867
  - Genere † Austroimbricaria A. M. Olivera & H. H. Camacho, 1992
  - Genere Cancilla Swainson, 1840
  - Genere Imbricaria Schumacher, 1817
  - Genere Imbricariopsis Fedosov, Herrmann, Kantor & Bouchet, 2018
  - Genere Neocancilla Cernohorsky, 1966
  - Genere Scabricola Swainson, 1840
  - Genere Swainsonia H. Adams & A. Adams, 1853
- Sottofamiglia Isarinae Fedosov, Herrmann, Kantor & Bouchet, 2018
  - Genere Isara H. Adams & A. Adams, 1853
  - Genere Subcancilla Olsson & Harbison, 1953
- Sottofamiglia Mitrinae Swainson, 1831
  - Genere Calcimitra S.-I Huang, 2011
  - Genere Cancillopsis Fedosov, Herrmann, Kantor & Bouchet, 2018
  - Genere † Dentimitra von Koenen, 1890
  - Genere Domiporta Cernohorsky, 1970
  - Genere Episcomitra Monterosato, 1917
  - Genere Eumitra Tate, 1889
  - Genere Fusidomiporta Fedosov, Herrmann, Kantor & Bouchet, 2018
  - Genere Gemmulimitra Fedosov, Herrmann, Kantor & Bouchet, 2018
  - Genere Mitra Lamarck, 1798
  - Genere Neotiara Fedosov, Herrmann, Kantor & Bouchet, 2018
  - Genere Profundimitra Fedosov, Herrmann, Kantor & Bouchet, 2018
  - Genere † Pseudocancilla Staadt in Cossmann, 1913
  - Genere Pseudonebularia Fedosov, Herrmann, Kantor & Bouchet, 2018
  - Genere Quasimitra Fedosov, Herrmann, Kantor & Bouchet, 2018
  - Genere Roseomitra Fedosov, Herrmann, Kantor & Bouchet, 2018
  - Genere Ziba H. Adams & A. Adams, 1853
- Sottofamiglia Pleioptygmatinae Quinn, 1989
  - Genere Pleioptygma Conrad, 1863
- Sottofamiglia Strigatellinae Troschel, 1869
  - Genere Strigatella Swainson, 1840

Alla famiglia appartengono anche una serie di generi non assegnati ad alcuna sottofamiglia:
- Genere Atrimitra Dall, 1918
- Genere Carinomitra Fedosov, Herrmann, Kantor & Bouchet, 2018
- Genere † Clifdenia Laws, 1932
- Genere Condylomitra Fedosov, Herrmann, Kantor & Bouchet, 2018
- Genere Dibaphimitra Cernohorsky, 1970
- Genere † Fusimitra Conrad, 1855
- Genere Magnamitra S.-I. Huang & R. Salisbury, 2017
- Genere Probata Sarasúa, 1989
- Genere Vicimitra Iredale, 1929